# Малий мінорний септакорд

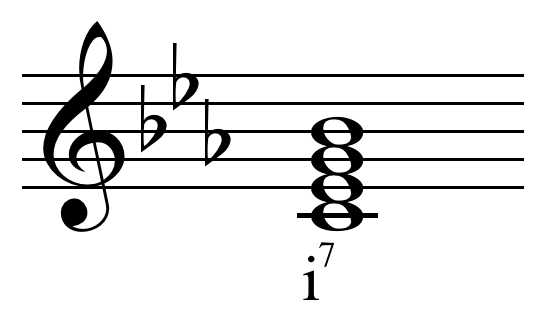
.

Малий мінорний септакорд — септакорд, що складається з малої, великої і малої терцій, що утворюється за допомогою додавання до мінорного тризвуку малої септими.

## Загальна інформація
Малий мінорний септакорд будується на II, III і VI ступенях натурального мажору, а також на відповідних їм I, IV та V ступенях натурального мінору. Малий септакорд з мінорним тризвуком, що виникає на другому ступені в натуральному мажорі, називається септакордом II ступеня.

## Обернення
Оберненнями малого мінорного септакорду є квінтсекстаккорд, терцквартаккорд і секундаккорд, що складаються з малих і великих терцій, а також великий секунди, що є зверненням малої септими:
| Інтервальна будова обернень малого мінорного септакорду | Інтервальна будова обернень малого мінорного септакорду | Інтервальна будова обернень малого мінорного септакорду |
| ------------------------------------------------------- | ------------------------------------------------------- | ------------------------------------------------------- |
| Основний акорд                                          | Малий мінорний септакорд                                | м. 3 + в. 3 + м. 3                                      |
| Перше обернення                                         | Малий мінорний квінтсекстакорд                          | в. 3 + м. 3 + в. 2                                      |
| Друге обернення                                         | Малий мінорний терцквартакорд                           | м. 3 + в. 2 + м. 3                                      |
| Третє обернення                                         | Малий мінорний секундакорд                              | б. 2 + м. 3 + в. 3                                      |

Наприклад, малий мінорний септакорд від ноти до (Cm  7 ) і його обернення складаються з нот до, мі-бемоль, соль і сі-бемоль, і звучать як одночасно узяті тризвуки до-мінор і мі-бемоль-мажор.